# Ecitoxenidia alabamae
Ecitoxenidia alabamae är en skalbaggsart som beskrevs av Charles Hamilton Seevers 1959. Ecitoxenidia alabamae ingår i släktet Ecitoxenidia och familjen kortvingar. Inga underarter finns listade i Catalogue of Life.